# Anabel Gambero Erdozain
Anabel Gambero Erdozain (9. srpnja 1972.) je umirovljena argentinska hokejašica na travi. Igrala je na mjestu obrambene igračice.
S argentinskom izabranom vrstom je sudjelovala na više međunarodnih natjecanja.

## Sudjelovanja na velikim natjecanjima
- Panameričke igre 1991.
- SP 1994.
- Panameričke igre 1995.
- Trofej prvakinja 1995., 6. mjesto
- OI 1996. (7. mjesto)
- SP 1998. (4. mjesto)
- Panameričke igre 1999.
- Trofej prvakinja 1999. (4. mjesto)
- OI 2000.
- Trofej prvakinja 2000. (4. mjesto)
- Trofej prvakinja 2001.
- Trofej prvakinja 2002.